# Eusparassus fuscimanus
Eusparassus fuscimanus är en spindelart som beskrevs av Denis 1958. Eusparassus fuscimanus ingår i släktet Eusparassus och familjen jättekrabbspindlar.
Artens utbredningsområde är Afghanistan. Inga underarter finns listade i Catalogue of Life.